# Дюбур, Виктория
Виктория Дюбур (фр. Victoria Dubourg; 1 декабря 1840, Париж — 30 сентября 1926, Бюр, Орн) — французская художница.

## Биография
Родилась в Париже. Училась у Фанни Шерон. В 1860 году познакомилась с Эдуардом Мане, который оказал на неё большое влияние в начале карьеры.
В 1866 году, копируя некоторые картины в Лувре, она познакомилась с художником Анри Фантен-Латуром. 15 ноября 1876 года они поженились.
С 1869 по 1902 год регулярно выставлялась в Салоне. С 1882 по 1896 год была членом Королевской академии. В 1920 году получила орден Почётного легиона.
Виктория Дюбур принадлежала к кругу Эдуарда Мане, Берты Моризо и Эдгара Дега.

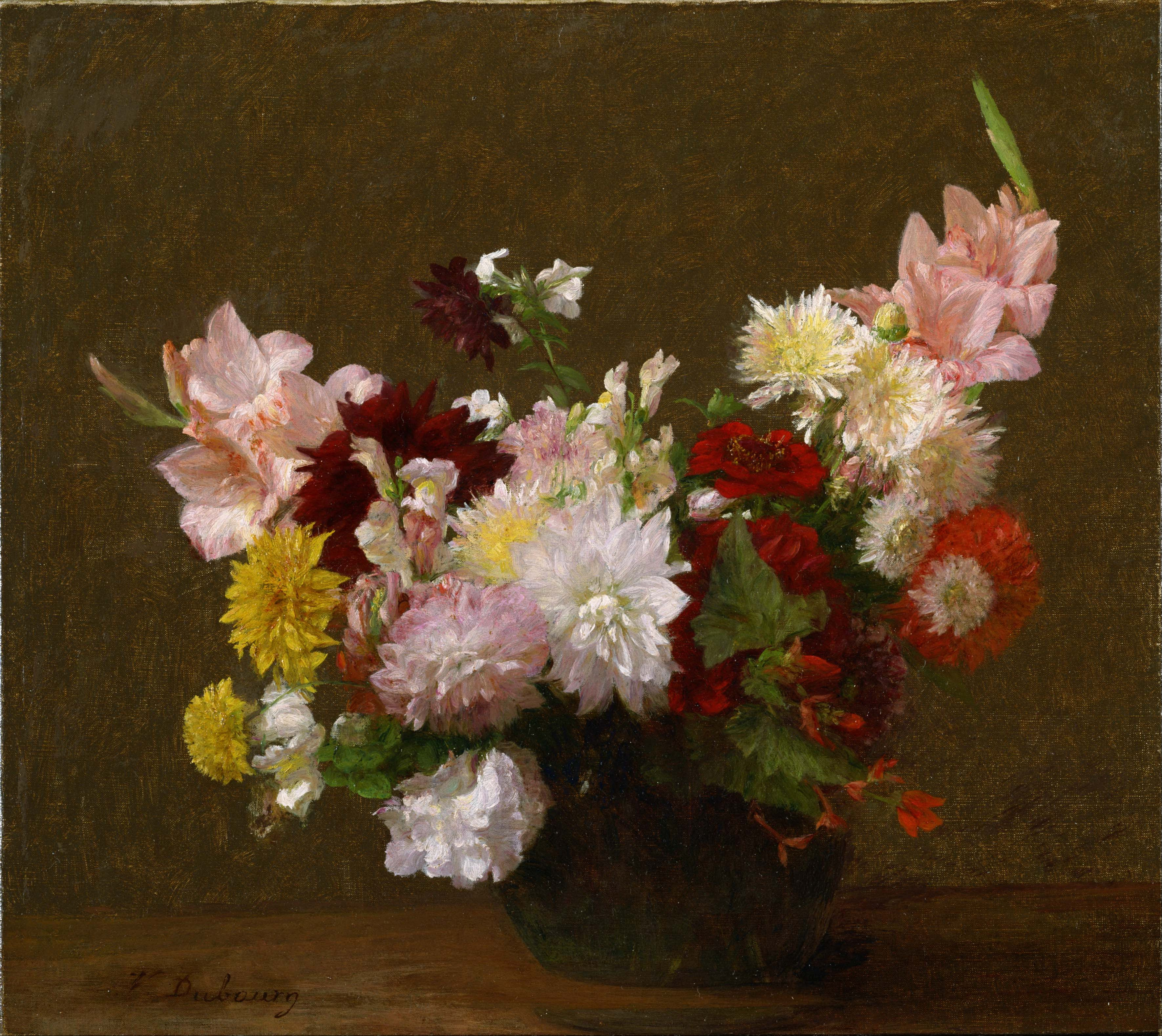
Цветы
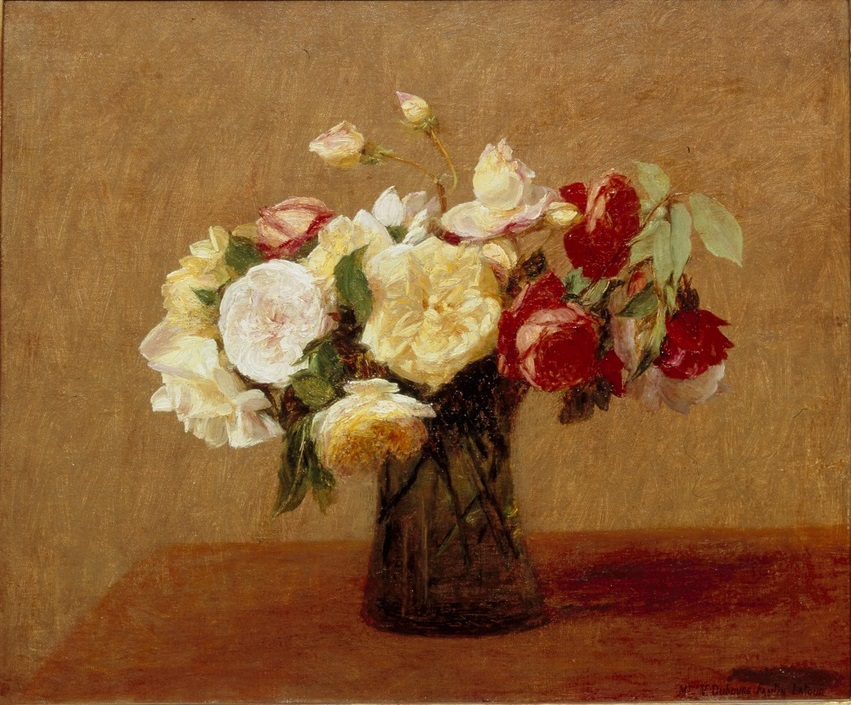
Ваза с цветами. 1876
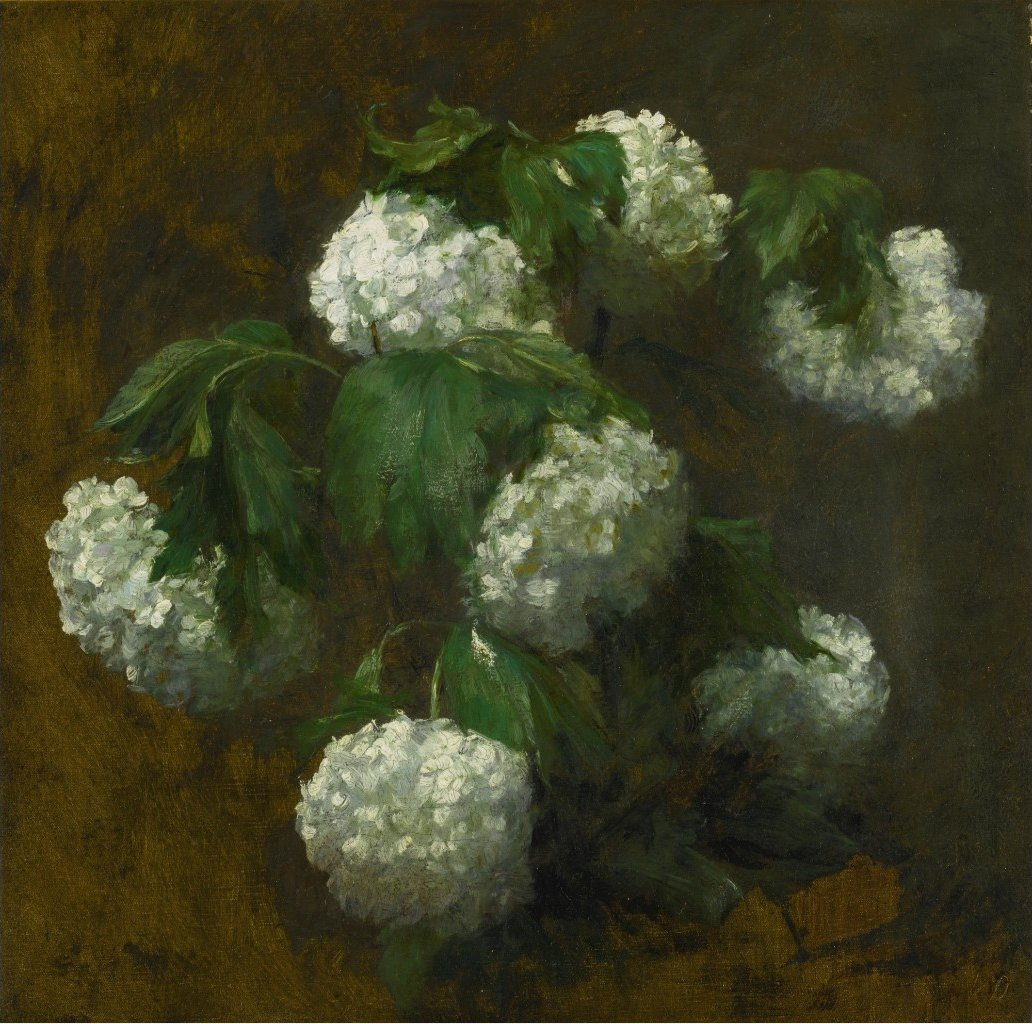
Белые гортензии